# Группа за установление доверия между СССР и США
Группа за установление доверия между СССР и США («Группа доверия») — пацифистская диссидентская организация, созданная в СССР.
О создании группы было объявлено 4 июня 1982 года на пресс-конференции для иностранных журналистов, которая состоялась на квартире московского художника Сергея Батоврина. Изначально в группу вошло 11 человек (Сергей Батоврин, инженеры Мария и Владимир Флейшгаккеры, врач Игорь Собков, учитель математики Сергей Розеноер, физики Геннадий Крочик, Виктор Блок и Юрий Хронопуло, Михаил и Людмила Островские, математик Борис Калюжный). К обращению группы вскоре присоединились врач Владимир Бродский, географы Юрий и Ольга Медведковы, математик Марк Рейтман, филолог Олег Радзинский, экономист Лев Дудкин, физик Валерий Годяк с женой и многие другие. «Группа доверия» обратилась к правительствам и общественности СССР и США, в Советский комитет защиты мира с предложениями, направленными на установление доверия между СССР и США.
После создания группы её членам стали поступать предложения о конкретных мерах по установлении доверия между СССР и США, которые она регулярно анализировала и включала в свои письма, адресованные правительствам СССР и США, а также общественности обеих стран.
Было получено более ста таких предложений, среди которых были следующие:
- обмен детьми между советскими и американскими семьями, включая семьи руководителей правительств и ответственных правительственных сотрудников как гарантия от неожиданного ядерного нападения, а также способ обеспечить взаимопонимание в будущем;
- регулярное проведение совместных советско-американских дискуссионных телепередач, которые транслировались бы одновременно в обеих странах;
- пропаганда мира в школьных учебниках;
- создание советско-американского брачного агентства для увеличения числа браков между советскими людьми и американцами;
- создание бюро, которое занималось бы организацией переписки и личного знакомства между гражданами обеих стран;
- создание советско-американских медицинских центров, сотрудничество между врачами обеих стран;
- разработка программы совместных космических исследований;
- совместная помощь нейтральной развивающейся стране;
- создание неправительственной советско-американской комиссии по исследованию общественного мнения, которая бы регулярно проводила опросы населения обеих стран по всем вопросам двусторонних отношений в целях выработки совместных рекомендаций правительствам по нормализации отношений;
- прекращение производства и продажи военных игрушек;
- совместное обсуждение антивоенных произведений киноискусства и литературы;
- присвоение ряду улиц в СССР имён видных деятелей США, внесших вклад в дело справедливости и демократии;
- публикация биографий прославившихся американцев русского происхождения;
- снижение почтового тарифа для международной корреспонденции и телефонной связи,
- упрощение процедуры оформления туристских поездок, снижение их стоимости;
- использование в качестве товарных знаков слов, связанных с идеей мира (мир, доверие, разрядка, детант, паритет);
- включение в школьные программы в СССР и в США изучения законодательных и государственных документов обеих стран, наиболее значимых художественных произведений;
- проведение спортивных соревнований между советскими и американскими сотрудниками предприятий и учреждений одного профиля;
- организация кругосветного марша мира.

Часть этих предложений участники группы направили в Советский комитет защиты мира, в Президиум Верховного Совета СССР, в советские и зарубежные газеты.
От советских органов власти и организаций группа не получила ни одного официального письменного
ответа на свои обращения, зато зарубежные корреспонденты и представители западных пацифистских организаций с большим интересом отнеслись к её деятельности и в последующем приняли активное участие в их защите членов группы от преследований советскими властями.
В 1982—1987 годах группа выпустила несколько обращений с инициативами пацифистского характера. Под обращениями вёлся сбор подписей в Москве и в других городах СССР. Члены группы подвергались преследованиям властей, включая заключение и помещение в психиатрические больницы.
В частности, в заключении судебной экспертизы «Обращения к народам и правительствам СССР и США за установление доверия» утверждалось, что: Применительно к нашему обществу, такая идея означает создание групп, „не зависящих“ от той борьбы за спасение человечества, которую ведут партия и правительство, весь народ. Общественность в лице этих групп, в соответствии с документом, должна стать объективным противником „опасных попыток извлекать сегодня политическую выгоду за счет будущего всего человечества“. Таким образом, клеветническим по существу является этот вывод, уравнивающий борьбу СССР за мир с попытками извлекать из этого политическую выгоду… Здесь прямо сказано, что достижение объективности в вопросах разоружения с обеих сторон затруднено государственными, идеологическими и партийными интересами и обязательствами. В отношении США вывод справедлив, но разве интересы нашего государства, нашей партии требуют гонки вооружений, подготовки новой мировой войны? Такого рода требование прямо противоположно существу марксистско-ленинской идеологии, положениями которой руководствуется СССР в своей деятельности. Авторы документа явно клевещут на великое и гуманное учение Маркса и Ленина, которым руководствуются коммунисты. Они клевещут и на реальную политику СССР, правительство СССР и руководство КПСС….
Одним из членов группы с 1983 года был Николай Храмов, студент факультета журналистики МГУ. За участие в группе в 1984 году он был исключён из университета. Получив повестку о призыве в армию, Храмов отправил открытое письмо на имя министра обороны СССР об отказе от воинской службы по принципиальным соображения. После 4-х месяцев гауптвахты и следствия он был комиссован по зрению и освобождён от уголовного преследования.
В 1987 году «Группа доверия» начала издавать ежемесячный бюллетень (затем газету) «День за днём», выходившую до ноября 1989 года. 6 июня 1987 года была оглашена «Декларация принципов» независимого мирного движения в СССР. Наряду с «первоначальными мерами доверия» (контакты с простыми людьми Запада, совместные встречи, акции и т. п.) деятельность группы включала борьбу за немедленный вывод советских войск из Афганистана (были несколько попыток антивоенных демонстраций), за демилитаризацию общественного сознания, за отказ от военно-патриотического воспитания, за учреждение альтернативной гражданской службы, оказание помощи лицам, отказывающимся от службы в армии по пацифистским и религиозным соображениям. В середине 1987 года при группе был создан правозащитный семинар «Демократия и гуманизм». Проводились многочисленные публичные акции: демонстрации, митинги, распространение листовок и др. В декабре 1987 года в московской группе «Доверие» произошёл раскол. Супруги Кривовы, выступавшие за более умеренную программу деятельности группы, образовали отдельную группу, которая, однако, распалась после их эмиграции в октябре 1988 года.
Многие члены группы вошли в Демократический Союз и Ассоциацию за мир и свободу Транснациональной радикальной партии.
В 1989 году члены группы влились в организацию «Радикальная партия» (сейчас называется «Транснациональная радикальная партия»).